# عالم بلا نجوم (رواية)
عالم بلا نجوم (بالفرنسية: Le Pays sans Etoiles)‏ هي رواية مصورة من تأليف الكاتب الفرنسي بيير كريستين عام 1970م.